# Katarzyna Agnieszka Ludwika Sapieha
Katarzyna Agnieszka Ludwika Sapieha, död 1779, var en adlig polsk magnat. 
Hon är känd för sin politiska verksamhet under Barkonfederationen 1768-1772.